# Robert Esche
Robert L. Esche, född 22 januari 1978, är en amerikansk före detta professionell ishockeymålvakt som tillbringade åtta säsonger i den nordamerikanska ishockeyligan National Hockey League, där han spelade för ishockeyorganisationerna Phoenix Coyotes och Philadelphia Flyers. Han släppte in i genomsnitt 2,75 mål per match och hade en räddningsprocent på 89,9% samt tio nollor (inte släppt in ett mål under en match) på 186 grundspelsmatcher. Esche spelade också för SKA Sankt Petersburg och HK Dinamo Minsk i Kontinental Hockey League (KHL) och på lägre nivåer för Ak Bars Kazan i Ryska superligan (RSL), Springfield Falcons och Houston Aeros i American Hockey League (AHL), SCL Tigers i Nationalliga A (NLA) och Detroit Whalers och Plymouth Whalers i Ontario Hockey League (OHL).
Han draftades i sjätte rundan i 1996 års draft av Phoenix Coyotes som 139:e spelare totalt.
För säsongen 2002-2003 vann Esche William M. Jennings Trophy tillsammans med lagkamraten Roman Čechmánek och New Jersey-målvakten Martin Brodeur. Det var första gången som utmärkelsen delades mellan målvakter i två olika lag.
Efter spelarkarriären är han president för Mohawk Valley Garden, Inc. som driver ishockeylaget Utica Comets i AHL och dess hemmaarena Utica Memorial Auditorium.